# Karaoke Crazies
Karaoke Crazies (hangul 중독노래방, Jungdoknoraebang) és una pel·lícula de comèdia dramàtica de fantasia de Corea del Sud del 2016 dirigida per Kim Sang-chan.

## Repartiment
- Lee Moon-sik com a Sung-wook
- Bae So-eun com a Ha-sook
- Kim Na-mi com a Na-joo
- Bang Jun-ho com a marca de naixement
- Myung Kye-nam com a pinces
- Jung Seung-gil com a agent de policia
- Park Seon-woo com a Killer
- Kim Si-eun com a dona de Sung-wook
- Park Ye-won com a Min-ji